# Vollrath Lübbe
Pour les articles homonymes, voir Lubbe.
Vollrath Lübbe (4 mars 1894 à Klein Lunow - 25 avril 1969 à Bad Bramstedt) est un général allemand de la Seconde Guerre mondiale.
Il a été récipiendaire de la Croix de chevalier de la Croix de fer. Cette décoration est attribuée pour récompenser un acte d'une extrême bravoure sur le champ de bataille ou un commandement militaire accompli avec succès.

## Biographie
Vollrath Lübbe naît le 4 mars 1894 à Klein Lunow. Il intègre une école de cadet en 1906, dont il sort en 1913. Il entre alors dans une école militaire à Hersfeld, où il devient aspirant en février 1914. Il sert comme officier d’infanterie dans le 103e régiment d'infanterie pendant la Première Guerre mondiale. Entre les deux guerres, Lübbe poursuit sa carrière militaire.
En avril 1939, il rejoint son régiment près d’Olmütz. Il participe à la campagne de Pologne, puis prend le commandement d’une brigade sur le front russe en août 1941. D’août à octobre 1942, Lübbe remplace le commandant de la 2e Panzer-Division, le Generalleutnant Freiherr von Esebeck, alors blessé. Pour son engagement avec sa division, Lübbe est promu Generalleutnant et reçoit la Croix de chevalier de la Croix de fer, le 18 août 1943. En février 1944, Lübbe est placé en réserve pour raison de santé.
En avril 1944, il prend le commandement de la 81e division d’infanterie. Au cours de la bataille de Metz, il est nommé responsable de la défense de la ville, le 18 septembre 1944, fonction qu’il assume jusqu’au 12 novembre 1944. À partir du 9 octobre, il assure en outre le commandement de la 462e Volks-Grenadier-Division. Le 12 novembre, il prend le commandement de la 49e Division d'infanterie. Il opère dans la région de Francfort-sur-l'Oder. Blessé le 2 février 1945, il est fait prisonnier par les soviétiques.
Condamné en 1945, il reste en captivité en URSS jusqu’en 1955. Vollrath Lübbe décèdera le 25 avril 1969 à Bad Bramstedt, où il résidait depuis 1957.

## Décorations
- Croix de fer (1914)
  - 2e Classe
  - 1re Classe
- Insigne des blessés (1914)
  - en Noir
- Croix de chevalier du Lion de Zähringer 2e Classe avec Glaives
- Croix du Mérite de Mecklembourg-Schwerin
- Croix de fer (1914)
  - 2e Classe
  - 1re Classe
- Croix d'honneur
- Agrafe de la Croix de fer (1939)
  - 2e Classe (20 août 1940)
  - 1re Classe (7 juillet 1941)
- Croix allemande en Or (6 mars 1943)
- Croix de chevalier de la Croix de fer
  - Croix de chevalier le 17 août 1943 en tant que Generalleutnantet commandant de la 2. Panzer-Division[1]